# 堀場エステック
株式会社堀場エステック（ほりばえすてっく）は、株式会社堀場製作所の連結子会社で半導体製造分野で使用される流体（気体・液体）の流量制御機器（マスフローコントローラ）を主力製品としている。
1974年に公害測定機器に関する技術の確立を目的に通産省の指導のもと堀場製作所、島津製作所、東芝ベックマン(現ベックマン・コールター)、高千穂化学工業の共同出資で設立された。その後、これらの流体制御技術を半導体分野へ応用展開し現在は流量制御装置分野で世界シェア30%以上となる。マスフローコントローラを中核に、液体材料の気化供給装置や真空計測機器等の開発、製品化を行っている。近年世界トップレベルの技術を持つ米国ベンチャー企業より、四重極質量分析計、真空計のIP権取得やマスフローコントローラ関連技術・製品の導入も行っている。
HORIBA Group is One Company.の経営方針のもと、堀場製作所やグループ各社の半導体事業部と共に最先端の半導体・液晶パネル製造に不可欠な流体制御機器や検査装置の開発、販売に携わっている。2005年10月にグループの量産工場として「阿蘇新工場」を竣工。2007年7月には米国のシリコンバレーに半導体産業をはじめとしたハイテク産業の発展に貢献する「テクノロジーセンター」を開設した。
2005年1月に堀場製作所の完全子会社となる。

## 沿革
- 1974年（昭和49年）1月19日　株式会社スタンダードテクノロジ設立(本社・工場：堀場製作所内)
- 1983年（昭和58年）3月 久世工業団地に分工場開設
- 1984年（昭和59年）1月 19日株式会社エステックに社名変更
- 1988年（昭和63年）9月 阿蘇工場竣工
- 1991年（平成 3年）2月 米国現地法人SII設立(Stec Instruments Inc.)
- 1994年（平成 6年）12月 韓国現地法人エステックコリア(SKL)設立
- 1996年（平成 8年）11月 台湾支店設立
- 1997年（平成 9年）8月 新本社完成
- 2003年（平成15年）3月 米国ベンチャー企業より真空計のIP権を取得
- 2003年（平成15年）4月 米国ベンチャー企業よりマスフローコントローラ関連技術.製品を導入
- 2004年（平成16年）7月 1日 株式会社堀場エステックに社名変更
- 2005年（平成17年）1月 堀場製作所の完全子会社となる
- 2005年（平成17年）10月 HORIBAグループの量産工場として阿蘇新工場が竣工
- 2005年（平成17年）11月 米国ベンチャー企業より四重極質量分析計のIP権を取得
- 2007年（平成19年）7月 米国シリコンバレーにハイテク産業に対応した「テクノロジーセンター」を開設

## 代表者
- 代表取締役社長　堀場弾

## 本社
- 京都市南区上鳥羽鉾立町11-5

## 営業所
- 東京営業所(東京都千代田区)
- 京都本社（京都市南区）
- 仙台営業所(宮城県黒川郡)
- 名古屋営業所(愛知県名古屋市)
- 九州営業所(熊本県阿蘇郡)

## 支店
- 台湾

## 海外子会社
- HORIBA STEC KOREA Ltd.(大韓民国 ソウル市郊外)

## 主な関連会社
- 株式会社堀場製作所
- HORIBA/STEC Inc.(米国 カルフォルニア州サンタクララ市)